# Institut Bioforce
Pour les articles homonymes, voir Bioforce (homonymie).
Bioforce, précédemment appelé institut Bioforce-Développement, est un centre de formation et d'orientation professionnelle pour les métiers de l'humanitaire situé à Vénissieux, près de Lyon en France. Il est le premier établissement de formation des professionnels de l'humanitaire en France. En novembre 2016, un deuxième centre de formation a ouvert à Dakar, au Sénégal.
Chaque année plus de 1 500 personnes sont formées aux métiers de l’humanitaire et du développement ou accompagnées dans leur démarche d’engagement au service des autres.

## Historique
Bioforce est créé en 1983 par Charles Mérieux,.
En 1984, Bioforce Aquitaine est créée.
Deux ans plus tard, l'association Mission Bioforce Développement est créée et s'installe à Vénissieux, dans le quartier des Minguettes. En 1989, elle est qualifiée d'association de bienfaisance. En 1991, elle devient un centre collaborateur OMS et présente le colloque « Anne Bugnot  sur le sens de l'engagement » le 16 mars de la même année.
Le colloque des 10 ans, sur le thème « L'humanitaire et les médias » a lieu en 1993.
En 1994, l'école bénéficie d'un contrat de projets État-région, qui est renouvelé en 1997.
En 1995,  Bioforce Aquitaine devient l’Institut de Formation et d'Appui aux Initiatives de Développement (IFAID).
En juin 1996, est présentée l'intervention « L'action humanitaire non gouvernementale », durant le 22e G7, à l'attention des épouses de chefs d'État.
Le Dr Charles Mérieux décède le 19 janvier 2001.
En 2002, la Mission Bioforce devient l'Institut Bioforce-Développement à la suite de l'assemblée générale extraordinaire.
L'Institut est transféré durant l'été 2003 dans les locaux de l'ancienne gendarmerie de Vénissieux et ceux du Lycée Léon Blum de Saint-Fons, mis à disposition par la ville.
Le 29 septembre 2003 a lieu le Colloque des 20 ans. Durant l’année, des courts métrages sont projetés avant les films dans les cinémas de Lyon, dans le cadre d'un partenariat avec l'Institut Lumière.
La tour 44 hébergeant les locaux de l'institut est détruite en juin 2004.

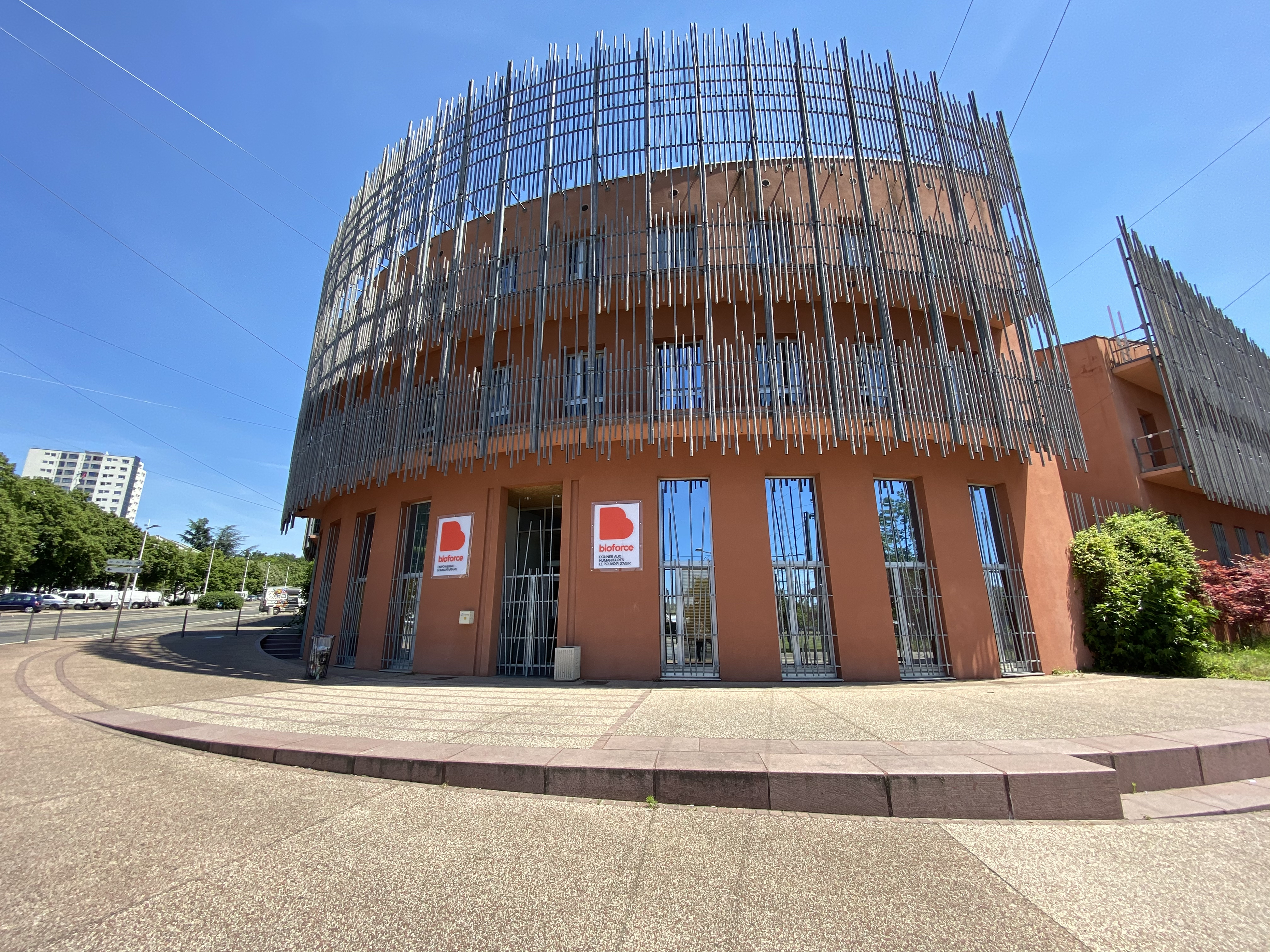
Étudiants devant l'entrée du bâtiment de Bioforce à Lyon-Vénissieux.

De nouveaux locaux situés dans un bâtiment à haute qualité environnementale sont créés en 2006.  La première pierre est posée le 11 juin 2006. Le bâtiment, nommé Centre Charles Mérieux, est l’œuvre de l'architecte Pierre Barillot qui l’a imaginé en 1986,. Le bâtiment est essentiellement fabriqué en pierre, terre cuite et Carrobric, système de cloisons sèches en terre cuite présentant une structure alvéolaire. Le bâtiment est aussi aéré à l’aide de puits de lumière et la régulation thermique se fait au moyen d'un puits canadien. Enfin, les murs extérieurs sont protégés par une succession de 3 000 bambous.

## Le centre de formation Bioforce en Afrique

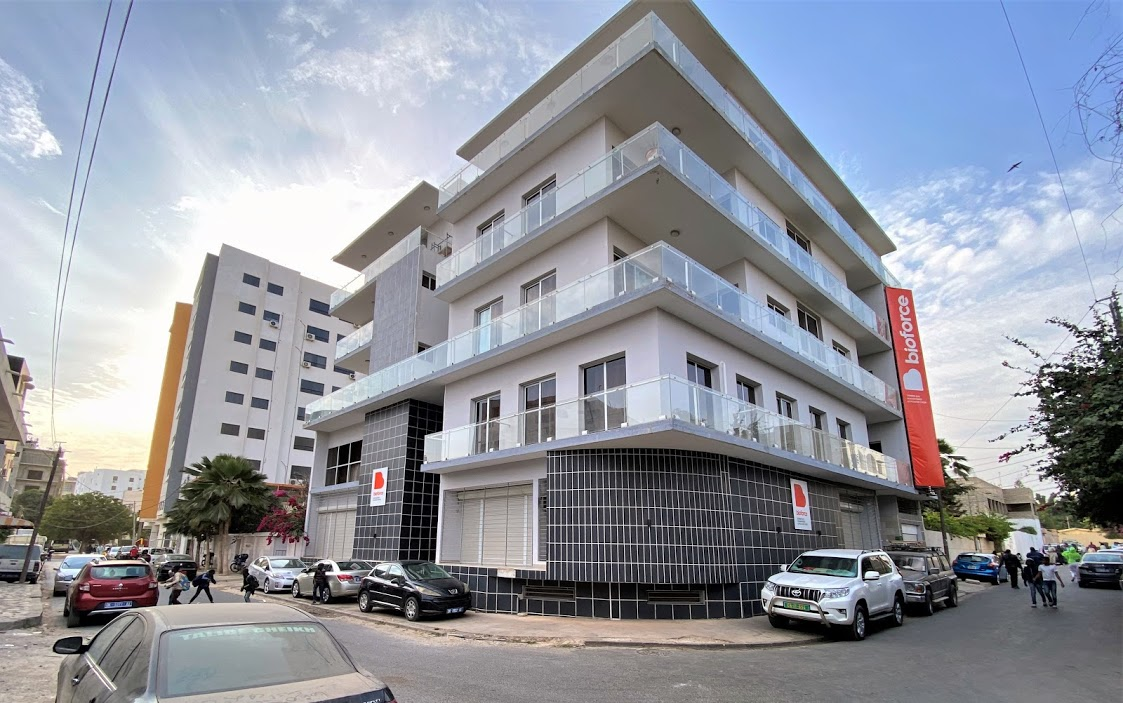
Vue du bâtiment depuis la rue. Bioforce, Centre de formation Afrique à Dakar

Bioforce ouvre un centre d'expertise à Bobo-Dioulasso au Burkina Faso en 2007,. La cérémonie de lancement a lieu le 5 décembre 2007. Ce centre est membre des réseaux  International Association of Public Health Logisticians (IAPHL) et TECHNET. Ce centre a fermé le 31 décembre 2016.
En novembre 2016, un deuxième centre de formation est ouvert à Dakar, au Sénégal, dans le quartier Amitié 2. Le centre est officiellement inauguré le 18 septembre 2017. Il reprend et développe les activités du centre de Bobo-Dioulasso, fermé dans la foulée. L'ouverture du centre à Dakar répond à un appel publié par quinze organisations (Action Contre la Faim, Croix-Rouge française, Médecins Sans Frontières, Handicap International, Secours Islamique France, Save the Children UK, Médecins du Monde, Première Urgence Internationale, Solidarités International, International Rescue Comittee, Triangle Génération Humanitaire, Danish Refugee Council, Alima, Oxfam et Croix-Rouge sénégalaise) pour la création en Afrique de l'Ouest d'un dispositif destiné à l'apprentissage des métiers humanitaires pour faire face à leurs difficultés récurrentes de recrutement de personnel qualifié. Le centre a pour mission de rapprocher la formation des terrains de crise grâce à une offre de formation mêlant 6 formations certifiantes (3 mois en centre, 6 mois sur le terrain) et une vingtaine de formations continues de courte durée (5 à 20 jours). Le centre de formation à Dakar a pour objectif de former plus de 500 personnes chaque année : la première promotion, entrée en mai 2017, était composée de 32 élèves issus de 13 nationalités d'Afrique de l'Ouest et centrale.

## Participation à des actions d'information
- Réseau d'orientation humanitaire et solidaire (précédemment appelé réseau Tour de France Humanitaire et Solidaire)  : ce réseau réunit une douzaine d'acteurs de la solidarité et de l'orientation, à l'initiative de l'Institut Bioforce. Créé en 2007, il naît du constat d’un intérêt grandissant du public pour les actions de solidarité et a pour objectif de répondre à la demande d’information et d’orientation des personnes désirant s’engager dans la solidarité. Réuni sous la forme d'un label coopératif des informations sur la solidarité, il est le réseau le plus représentatif d’associations de solidarité internationale et locale et d’acteurs de l’information et de l’orientation[15]. En 2017, ses membres comprennent notamment Action Contre la Faim, le CIDJ, la Délégation Catholique pour la Coopération, France Volontaires, Handicap International, Médecins du Monde, Passerelles et Compétences, Première Urgence Internationale, le SCD Service de Coopération au Développement, Secours Islamique France, Solidarités Jeunesses et Solidarités International. Le réseau anime notamment le site d'orientation sur les formes d'engagement solidaires "Solidaire.info" et est partenaire de salons comme le Salon des Métiers de l'Humanitaire ou il offre des séances d'entretien individuel d'orientation[16].

## Personnalités liées

### Anciens présidents
- Charles Mérieux, de la création de l'association au 31 décembre 1988[a 14] ;
- Michel Fontaine, du 1er janvier 1989 à juin 1996[a 15] ;
- Claude Lardy, de juin 1996 au 18 juin 2008 ;
- Jean-François de Lavison de juin 2008 à juin 2014 ;
- Mireille Guigaz du 18 juin 2014 au 6 janvier 2015 ;
- Jérôme Pupat du 6 janvier 2015 à décembre 2015[17] ;
- Bernard Sinou, depuis le 15 décembre 2015

### Parrains de promotion
Chaque promotion se voit attribuer un parrain.
- 1983 : Médecin général Lapeyssonie ;
- 1984 : Louis Pasteur, chimiste et biologiste;
- 1985 : Docteur Charles Mérieux, fondateur;
- 1986 : Corinne Seguin (à titre posthume), humanitaire, ancienne étudiante de l'Institut Bioforce, assassinée en mission au Pérou par le Sentier Lumineux[18] ;
- 1987 : Vincent Gernigon, kinésithérapeute, membre de Handicap International, mort dans une embuscade en mission humanitaire en Afghanistan en août 1989[19] ;
- 1988 : Frédéric Galland ;
- 1989 : Anne Bugnot, administratice de Médecins sans frontières au Honduras ;
- 1990 : Eugène Jamot ;
- 1991 : Yves Biraud ;
- 1992 : Alexandre Yersin ;
- 1993 : René Cassin ;
- 1994 : Aung San Suu Kyi, femme politique ;
- 1995 : Jonas Salk, biologiste américain;
- 1996 : Khadja Nin, chanteuse ;
- 1997 : Henri Majorel-Rivière ;
- 1998 : Emma Bonino, commissaire européenne chargée de l’aide humanitaire ;
- 1999 : Geneviève Antonioz-De-Gaulle, résistante et présidente d’ATD-Quart Monde ;
- 2000 : Jean Clier ;
- 2001 : Docteur Charles Mérieux (à titre posthume), fondateur de l'Institut Bioforce;
- 2002 : Xavier Emmanuelli, médecin et fondateur du SAMU social ;
- 2003 : Jean Wertheimer, résistant lyonnais ;
- 2004 : Jean-François Deniau, homme politique et écrivain ;
- 2005 : Sérgio Vieira de Mello, représentant de l’ONU en Irak ;
- 2006 : Christophe Mérieux, (à titre posthume), médecin ;
- 2007 : Abdou Diouf, secrétaire général de l’Organisation internationale de la francophonie ;
- 2008 : Damien Lehalle (à titre posthume), humanitaire, ancien étudiant à Bioforce, tué par une bombe en Somalie[20];
- 2009 : Marguerite Barankitse, présidente de la Maison Shalom (ONG burundaise) ;
- 2010 : Elisabeth Joassaint, plus jeune rescapée du séisme en Haïti ;
- 2011 : Jean-Christophe Rufin ancien vice-président de Médecins sans frontières , ancien administrateur de la Croix-Rouge française, ancien administrateur de Première Urgence, ancien président d'Action Contre la Faim;
- 2012 : Claude Lardy, Présidente d'honneur de l'Institut Bioforce ;
- 2013 : Aimé Soulembaye, (à titre posthume) humanitaire, assassiné au Niger[21];
- 2014 : Denis Mukwege militant des droits humains congolais, surnommé « L'homme qui répare les femmes;
- 2015 : Jaime Perez (à titre posthume) formateur à l'Institut Bioforce, militant des droits humains;
- 2016 : Claus Sørensen, ancien directeur général d'ECHO
- 2017 : Alain Boinet, fondateur de Solidarités International
- 2018 : Frédéric Tissot, médecin, humanitaire, ancien Consul général de France au Kurdistan d'Irak.
- 2019 : Alain Mérieux, docteur en pharmacie et entrepreneur français.
- 2020 : Bénédicte Schutz, directrice de la Coopération Internationale de la Principauté de Monaco.
- 2021 : Jean-Baptiste Richardier, cofondateur d'Handicap International.
- 2022 : Bernard Kouchner, médecin et homme politique français, cofondateur de Médecins sans Frontières et de Médecins du Monde
- 2023 : Sefora Kodjo, fondatrice de la fondation SEPHIS

## Identité visuelle (logos)

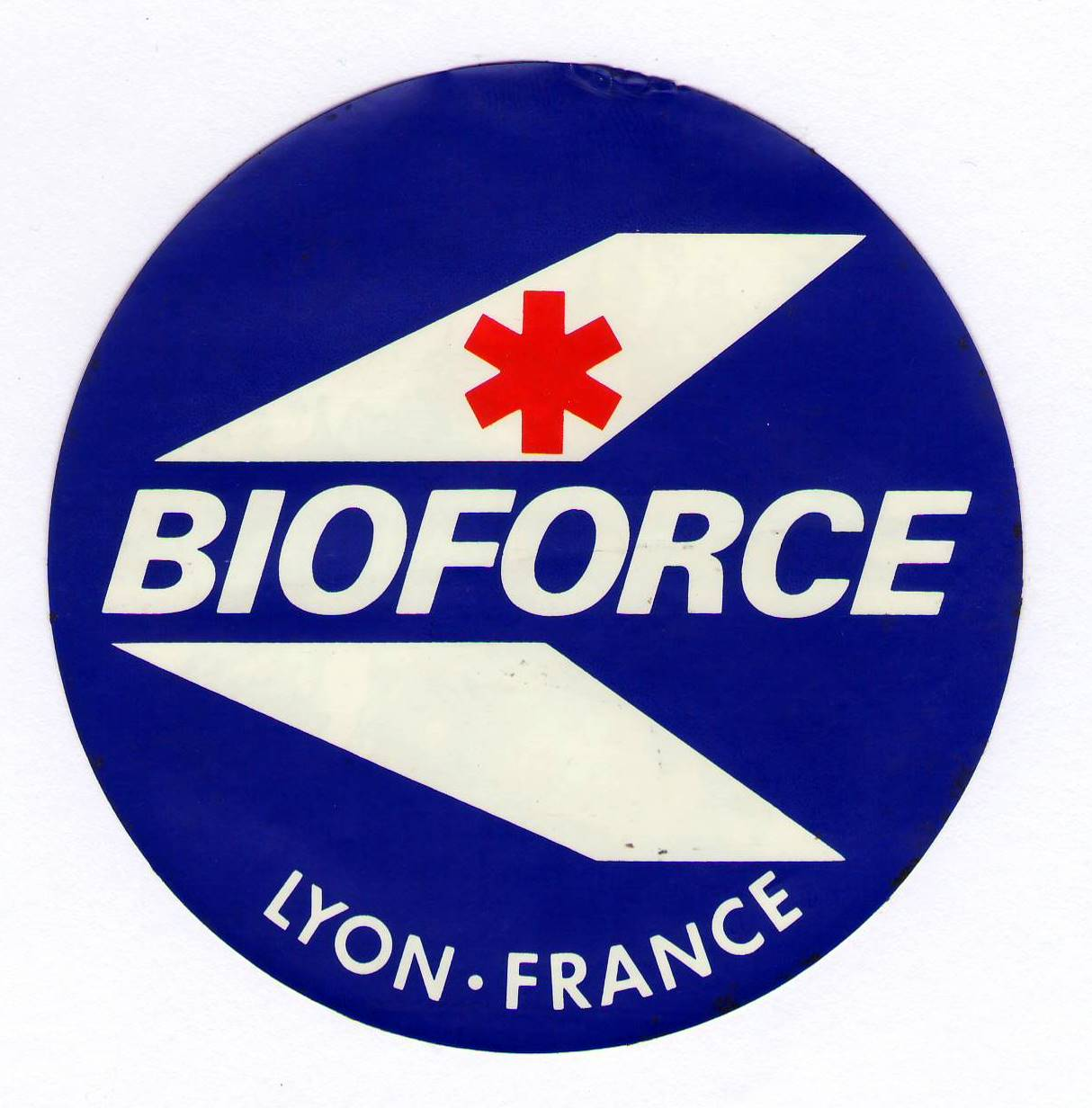
Logo utilisé de 1983 à 1998
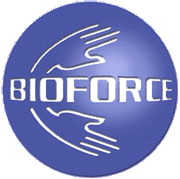
Logo utilisé de 1998 à 2010
Logo de 2010 à 2020
Logo depuis le 28 mai 2020